# 키패스
키패스 패스워드 세이프(KeePass Password Safe)는 주로 마이크로소프트 윈도우를 대상으로 하는 자유-오픈 소스 암호 관리자이다. 모노를 이용하여 macOS와 리눅스 운영 체제를 공식 지원한다. 또, 윈도우 폰, 안드로이드, iOS. 블랙베리 장치들을 위한 비공식 포트들도 몇 개 있다. 키패스는 노트와 첨부 파일을 포함하여 사용자 이름, 암호 등의 필드를 암호화된 파일로 저장한다. 이 파일은 마스터 암호, 키 파일, 현재의 윈도우 계정 상세 정보에 의해 보호를 받을 수 있다. 기본적으로 키패스 데이터베이스는 로컬 파일 시스템 위에 저장된다. (클라우드 스토리지와는 반대로)
키패스는 수많은 플러그인을 지원한다. 암호 발생기와 동기화 기능이 있으며 2요소 인증을 지원하고 "안전한 데스크톱" 모드가 있다. 2채널 자동 난독화 기능을 사용하여 키로거에 대한 추가적인 보호를 제공한다. 키패스는 다른 30개의 흔히 사용되는 암호 관리자들로부터 가져오기가 가능하다.

## 같이 보기
- 암호학